# Sacromonte
Sacromonte är en ort i Mexiko.   Den ligger i kommunen Doctor Mora och delstaten Guanajuato, i den centrala delen av landet, 230 km nordväst om huvudstaden Mexico City. Sacromonte ligger 2 148 meter över havet och antalet invånare är 357.
Terrängen runt Sacromonte är kuperad åt nordost, men åt sydväst är den platt. Runt Sacromonte är det ganska glesbefolkat, med 24 invånare per kvadratkilometer. Närmaste större samhälle är Doctor Mora, 3,1 km sydväst om Sacromonte. Trakten runt Sacromonte består i huvudsak av gräsmarker.